# أبنر كارول بيندر
أبنر كارول بيندر (بالإنجليزية: Abner Carroll Binder) هو صحفي أمريكي، ولد في 20 فبراير 1896، وتوفي في 1956 بسبب ابيضاض الدم.